# نيلسون لوبيز
نيلسون لوبيز (بالإسبانية: Nelson López)‏ (مواليد 24 يونيو 1941) هو لاعب كرة قدم. يلعب مع منتخب الأرجنتين لكرة القدم. سبق له أن لعب في كأس العالم لكرة القدم مع منتخب بلاده.

## روابط خارجية
- نيلسون لوبيز على موقع الاتحاد الدولي (مؤرشف)  (الإنجليزية)
- نيلسون لوبيز على موقع قاعدة بيانات كرة القدم.إي يو (الإنجليزية)
- نيلسون لوبيز على موقع ناشيونال فوتبول تيمز (الإنجليزية)